# Шельфовый ледник Московского университета
Шельфовый ледник Московского университета — представляет собой узкий шельфовый ледник длиной около 120 морских миль (220 км), окаймляющий побережье Сабрины в Антарктиде между ледником Тоттена и заливом Полдинг. Язык айсберга Далтона простирается на север от восточной части шельфа. Этот объект был частично очерчен по аэрофотоснимкам, сделанным в ходе операции «Высокий прыжок» ВМС США в 1946–47 годах, а затем сфотографирован и нанесен на карту Австралийской национальной антарктической исследовательской экспедицией и Советской антарктической экспедицией в 1958 году. Советская экспедиция назвала его в честь Московского университета.